# Терапия принятия и ответственности
Терапия принятия и ответственности, сокр. ТПО (англ. acceptance and commitment therapy, скор. ACT), — метод психотерапии. У неё есть разные формы, например, сокращённая версия FACT (focused acceptance and commitment therapy).
В отличие от традиционной когнитивно-поведенческой терапии, ACT учит не изменять или контролировать свои мысли, переживания, чувства, а замечать их и принимать, даже если они неприятны, заняв позицию наблюдателя.

## Принципы
ACT основана на шести принципах. Каждый принцип может реализоваться разными методами.
1. Разделение. В отличие от КПТ, в ACT практикуется иное отношение к негативным мыслям и переживаниям. Проходящий терапию проводит «разделение» со своими негативными мыслями, как бы смотря на них со стороны. Иногда для этого психотерапевт предлагает представить разум как автобус, наполненный пассажирами — мыслями, которые пытаются указать водителю, куда ехать. Другое упражнение — повторение навязчивой мысли про себя снова и снова, пока она не станет больше похожей на набор звуков[2].
2. Принятие. Это принятие и исследование неприятного переживания, позволяющее прочувствовать его и, например, успокоиться при тревоге. При этом переживание исследуется, замечается его сила, то, как оно ощущается в теле, как проживается эмоционально. Во время этого не делаются попытки его сдержать или остановить.
3. Контакт с настоящим моментом. Фокусировка на настоящем моменте, на ощущениях из внешнего мира. Сродни понятию осознаваемости. Одно из упражнений на контакт заключается во внимательном поедании изюма с наиболее полным переживанием его вкуса и фактуры[2].
4. Позиция наблюдателя. Занятие позиции наблюдателя позволяет ощутить течение мыслей, чувств, переживаний и понять, что личность не отождествляется с ними, а также легче переживать неприятные состояния.
5. Ценности. Имеются в виду выбираемые самим человеком ценности, то, что на самом деле для него значимо. В ACT рекомендуется действовать в соответствии со своими ценностями, даже если психологическое состояние оказывается неблагоприятным.
6. Проактивность. Это действия человека, основанные на ценностях.

Стивен Хайес делит техники ACT на три категории: техники осознанности, техники принятия и техники, связанные с ценностями.

## История
ACT относится к терапии третьей волны. Это психотерапевтический подход, который разработан вместе со своей исследовательской программой, теорией реляционных фреймов (relational frame theory, RFT).
Ещё в 1982 Стивен Хайес опубликовал руководство по «комплексному дистанцированию» (comprehensive distancing).

Бек подчёркивал необходимость клиентов быть способными к «дистанцированию» себя от своих убеждений, другими словами, быть способным наблюдать своё собственное вербальное поведение с позиции слушателя. С течением времени, правила своей жизни часто не рассматриваются человеком критически. Обычное поведение слушателя в социальном взаимодействии (то есть исследование авторитетности высказывания и говорящего; понимание того, что реальность и её описание могут отличаться и т. д.) может быть исподволь приостановлено в пользу самоуправления. У этого много деструктивных эффектов. Например, функции встраивания могут срабатывать автоматически — в некотором роде, человек-как-слушатель может без нужды вложиться эмоционально в конкретный взгляд на вещи. Похожим образом, очевидные impure tacts (Tact (psychology)) или интравербалы могут быть признаны тактами одними людьми и не признаны другими. Дистанцирование позволяет рассматривать правила поведения человека как поведение организма, а не как саму реальность или сам организм.
Оригинальный текст (англ.)Beck has emphasized the necessity of clients being able to “distance” themselves from their beliefs, or stated somewhat differently, being able to observe their own verbal behavior from the perspective of a listener. Over time, self-rules are often not viewed critically by the person formulating them. The usual listener behaviors in a public interaction (e.g., examining the credibility of the statement and the speaker; recognizing that reality and descriptions of it may not always be in harmony; and so on) may be gradually suspended for self-rules. This has several destructive effects. For example, augmenting functions may occur automatically – in a sense, the person-as-listener may become needlessly emotionally invested in a particular view of things. Similarly, obvious impure tacts or intraverbals may be seen as tacts in a way they never would be for others’ rules. Distancing allows self-rules to be viewed as behavior of an organism – not as literal reality or as the organism itself.

В 1985 году он вместе с Браунштейном представил первый обзор RFT на собрании Ассоциации поведенческого анализа (Association for Behavior Analysis). ACT основана в 1986 году Стивеном Хайесом. Первое задокументированное использование этого термина относится к 1991 году.
По мнению Роберта Зеттле, отличие ACT от «комплексного дистанцирования» главным образом концептуальные, а не технические, и были нужны в том числе для того, чтобы дистанцироваться от радикальных представлений Скиннера.
Своим использованием осознанности ACT родственна другим методикам психотерапии «третьей волны», таким как MBCT,
DBT и FAP.

## Исследования
Обзор 2017 года, обобщающий результаты 36 рандомизированных контролируемых испытаний показал, что ACT эффективна для лечения тревоги и депрессии, при этом её эффективность приблизительно равна эффективности классических методов КПТ.
Мета-анализ 2017 года показал, что ACT может быть эффективна для преодоления страданий от хронической боли. В исследовании было замечено клинически значимое увеличение принятия боли и психологической гибкости, которую развивают практики ACT.
Обзор литературы 2014 года показал, что, скорее всего, ACT эффективна для борьбы с никотиновой, алкогольной и наркотической зависимостями.
Также обзор 2006 года показал, что психологическая гибкость, развиваемая при помощи ACT, положительно коррелирует с психическим здоровьем.
По мета-анализу 2008 года, на тот момент эмпирические основания ACT были недостаточны по сравнению с исследованиями классической КПТ в те же годы. Вместе с тем это исследование отмечает умеренный эффект от ACT.